# Ордоньес, Аркимидес
Арки́мидес Рафаэ́ль Закари́ас Ордо́ньес (исп. Arquímides Rafael "Quimi" Zacarías Ordóñez; род. 5 августа 2003, Цинциннати, Огайо) — гватемальский футболист, нападающий клуба «Цинциннати» и сборной Гватемалы, выступающий на правах аренды за швецкий клуб «Эстерсунд».

## Клубная карьера
Ордоньес — воспитанник клубов «Коламбус Крю» и «Цинциннати». 25 июля 2021 года в матче против «Нэшвилла» он дебютировал в MLS в составе последнего. 27 апреля 2023 года в поединке Открытого кубка США против «Луисвилл Сити» Аркимидес забил свой первый гол за «Цинциннати». 

## Международная карьера
В 2022 году Ордоньес в составе молодёжной сборной Гватемалы принял участие в молодёжном Кубке КОНКАКАФ в Гондурасе. На турнире он сыграл в матчах против команд Сальвадора, Панамы, Арубы, Канады, Мексики и Доминиканы. В поединках против доминиканцев, мексиканцев, сальвадорцев, арубцев и панамцев Аркимидес забил 5 мячей. 
25 сентября 2022 года в товарищеском матче против сборной Колумбии Ордоньес дебютировал за сборную Гватемалы. 
В 2023 году Ордоньес принял участие в молодёжном чемпионате мира в Аргентине. На турнире он сыграл в матчах против команд Узбекистана, Аргентины и Новой Зеландии.